# Lac Francine
Pour les articles homonymes, voir Francine.
Le lac Francine est un lac de l'île principale des îles Kerguelen dans les Terres australes et antarctiques françaises. Il est situé sur le plateau Central à 386 mètres d'altitude.